# ادا جعفری
ادا جعفری (اردو: ادؔا جعفری)، (۲۲ اوت ۱۹۲۴ – ۱۲ مارس ۲۰۱۵)، شاعر و نویسنده زن پاکستانی بود که به عنوان اولین شاعر زن اردو زبانی که آثارش منتشر شده، شناخته می‌شود و از او به عنوان "بانوی اول شعر اردو" یاد می‌شود. او همچنین به عنوان نویسنده  یکی از چهره‌های برجسته در ادبیات معاصر اردو شناخته می‌شود. او جوایز متعددی از دولت پاکستان، اتحادیه نویسندگان پاکستان و انجمن‌های ادبی آمریکای شمالی و اروپا به پاس تلاش‌هایش دریافت کرد.

## زندگی

### ابتدای زندگی
ادا جعفری در ۲۲ اوت ۱۹۲۴ در بادایون، ایالت اوتار پرادش هند به دنیا آمد. نام اصلی او عزیز جهان بود. پدرش، مولوی بدرالحسن، زمانی که او سه ساله بود، درگذشت و مادرش او را بزرگ کرد. او از دوازده سالگی شروع به سرودن شعر کرد و از تخلص "ادا بادایونی" استفاده می‌کرد. او سال‌های اولیه زندگی خود را در محدودیت‌های اجتماعی سخت گذراند.

### زندگی زناشویی
او در ۲۹ ژانویه ۱۹۴۷ در لکهنو، هند با نورالحسن جعفری ازدواج کرد. پس از ازدواج، تخلص ادا جعفری را برای خود انتخاب کرد. همسرش، نورالحسن، یک کارمند عالی‌رتبه دولت فدرال هند بود. ادا جعفری پس از استقلال پاکستان در سال ۱۹۴۷ به همراه همسرش به کراچی نقل مکان کرد. همسرش نیز ادیب بود و برای روزنامه‌های انگلیسی و اردو ستون می‌نوشت. او همچنین به عنوان رئیس انجمن ترقی اردو خدمت کرد. نورالحسن، که الهام‌بخش بزرگی برای نوشته‌های او بود، در ۳ دسامبر ۱۹۹۵ درگذشت.

### سال‌های بعدی زندگی
او در کراچی، پاکستان زندگی می‌کرد و به طور مکرر بین کراچی و تورنتو سفر می‌کرد و نقش فعالی در ترویج زبان اردو داشت.

### خانواده
ادا جعفری و نورالحسن جعفری سه فرزند داشتند: صبیحه، عظمی و عامر. صبیحه جعفری با زبیر اقبال ازدواج کرد و در ایالات متحده ساکن است. آن‌ها سه فرزند دارند: صباح اقبال، یوسف اقبال و سمیر اقبال. عظمی جعفری و همسرش شعی جعفری اکنون در اندوور، ماساچوست، ایالات متحده ساکن هستند و دو پسر به نام‌های فائز جعفری و عاظم جعفری دارند. ادا جعفری تا زمان مرگش در کراچی با پسرش عامر جعفری، همسرش مها جعفری و دخترشان اسرا جعفری زندگی می‌کرد. ادا جعفری دو نتیجه به نام‌های صابین رانا و رضوان رانا داشت که فرزندان صباح اقبال رانا و همسرش فواد رانا بودند.

### مرگ
ادا جعفری در عصر روز ۱۲ مارس ۲۰۱۵ در بیمارستانی در کراچی در سن ۹۰ سالگی درگذشت. وزیر اطلاعات و میراث ملی پاکستان،  فرماندار سند، دکتر عشرت العباد خان، نخست‌وزیر پاکستان، رئیس آکادمی ادبیات پاکستان (PAL) درگذشت او را تسلیت گفتند و از کارهای او در زمینه شعر اردو قدردانی کردند. مراسم تشییع جنازه او در مسجد الهلال کراچی برگزار شد و او در گورستان PECHS، شهر جمشید، کراچی به خاک سپرده شد.

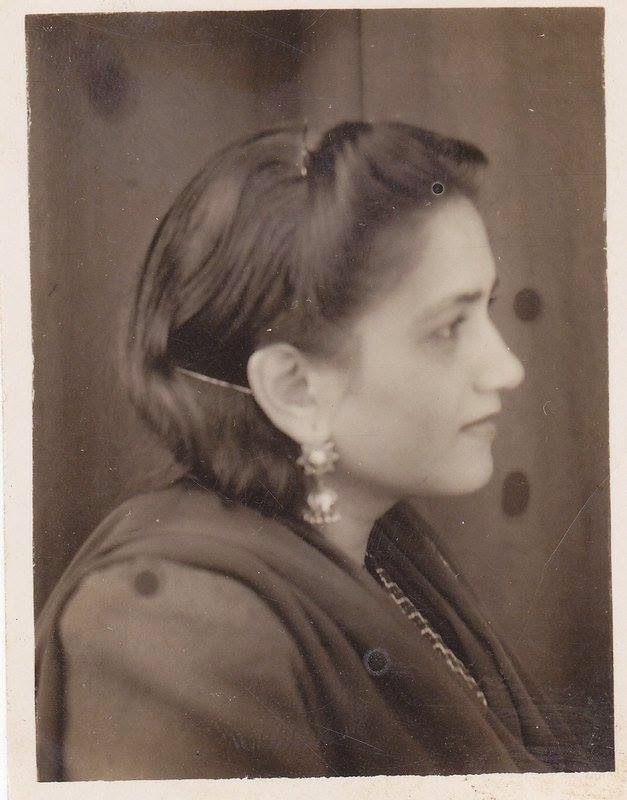
ادا جعفری در سال ۱۹۴۰

## فعالیت ادبی

### اولین شاعر زن
ادا جعفری بخشی از یک جامعه سنتی و محافظه‌کار بود که در آن زنان اجازه نداشتند به طور مستقل فکر کنند و بیان کنند. اما او جسارت کافی برای بیان خود داشت. با وجود ریشه‌های سنتی در شخصیتش، او در هنر مدرن مشارکت کرد. از اوایل سال ۱۹۵۰، او به عنوان بانوی اول شعر اردو شناخته شد. مادرش و همسرش نورالحسن جعفری او را تشویق کردند تا فعالیت‌های ادبی خود را علیرغم مشکلات اجتماعی ادامه دهد. او شاگرد شاعران بزرگی مانند اختر شیرانی و جعفر علی خان اثر لکھنوی بود و شعرهایش را توسط آن‌ها بررسی و اصلاح می‌کرد.

### سبک
ادا جعفری به شیوه‌ای جنسیت‌خنثی می‌نوشت، اگرچه آثارش شامل مضامین فمینیستی مانند تبعیض و بی‌ارزش‌سازی زنان و نگاه به آن‌ها به عنوان ابژه‌های جنسی بود. شخصیت او در شعرهایش غایب به نظر می‌رسد. او از تجربیات خود به عنوان یک همسر و مادر در قالب اصطلاحات سنتی تعدیل‌شده نوشت، اما همچنین به کمبود رضایت زن در این نقش‌ها اشاره کرد.

### ژانر
آثار ادا جعفری بیشتر غزل هستند، اما او شعر آزاد و هایکوهای اردو را نیز تجربه کرد. او در هر دو ژانر شعر اردو، یعنی نظم و غزل، مهارت داشت. در غزل‌هایش از تخلص "ادا" استفاده می‌کرد. او همچنین چندین مقاله نوشته است.

### آثار
اولین غزل ادا جعفری در سال ۱۹۴۵ در مجله اختر شیرانی، منتشر شد. او اولین مجموعه شعر خود، "من ساز ڈھونڈتی رہی"، را در سال ۱۹۵۰ منتشر کرد. کتاب او، "غزل نما"، که شامل مقالات کوتاه با زندگینامه‌ها و تفسیرهای کوتاه درباره آثار شاعران پیشین اردو بود، در سال ۱۹۸۷ منتشر شد. علاوه بر این، او پنج مجموعه شعر اردو ("شہر درد"، "غزالاں"، "تم تو واقف ہو!"، "حرف شناسائی"، "سفر باقی"، و "موسم، موسم")، یک زندگینامه ("جو رہی سو بےخبری رہی")، و چهل مقاله تحقیقی منتشر کرد. او همچنین مجموعه هایکوهای اردو خود، "ساز سخن بہانا ہے"، را منتشر کرد. یکی از غزل‌های معروف او، "ہونٹوں پہ کبھی ان کے میرا نام ہی آئے"، توسط استاد امانت علی خان خوانده و محبوب شد.
|  | ہونٹوں پہ کبھی ان کے، میرا نام ہی آئے |  | ؎ |
|  | آئے تو سہی، برسرالزام ہی آئے          |  |   |

==جوایز==
در سال ۱۹۵۵، بنیاد حمدرد، دهلی نو، او را به عنوان "شاعر زن برجسته قرن" شناخت. بعدها، او در سال ۱۹۶۷ جایزه ادبی آدم‌جی را از اتحادیه نویسندگان پاکستان برای دومین مجموعه شعرش، "شہر درد"، دریافت کرد. دولت پاکستان در سال ۱۹۸۱ به او مدال افتخار اعطا کرد. او در سال ۱۹۹۴ جایزه بابائے اردو، دکتر مولوی عبدالحق، را از آکادمی ادبیات پاکستان دریافت کرد و در سال ۱۹۹۷ جایزه ادبی قائد اعظم را به دست آورد. او همچنین گواهی تقدیر از بنیاد حمدرد پاکستان را دریافت کرد. او برنده جوایز مختلف بین‌المللی از انجمن‌های ادبی آمریکای شمالی و اروپا بود. 
دولت پاکستان در سال ۲۰۰۳ (جوایز در ۱۴ اوت ۲۰۰۲ اعلام شد) به او جایزه افتخار عملکرد در ادبیات اعطا کرد. او اولین زنی بود که جایزه کمال فن را برای دستاوردهای مادام‌العمر در ادبیات از آکادمی ادبیات پاکستان در سال ۲۰۰۳ دریافت کرد.

## دیدگاه‌های فمینیستی
ادا جعفری حامی فمینیسم بود. او دیدگاه‌های خود را این‌گونه بیان کرد:
| « | میں نے مردوں کی عائد کردہ پابندیوں کو قبول نہیں کیا، بلکہ اُن پابندیوں کو قبول کیا جو میرے ذہن نے مجھ پہ عائد کی ہیں۔۔۔ میں سمجھتی ہوں کہ بات کو بین الستور کہنا زیادہ مناسب ہے کیونکہ رمز و کنایہ بھی تو شاعری کا حُسن ہے۔ | » |

من محدودیت‌هایی را که مردان تحمیل کرده‌اند نپذیرفتم، بلکه تنها محدودیت‌هایی را پذیرفتم که ذهنم بر من تحمیل کرده است... فکر می‌کنم گفتن چیزها از پشت پرده مناسب‌تر است زیرا نمادگرایی و کنایه زیبایی شعر نیز هستند.

## دیدگاه منتقدان
منتقدان مختلف می‌گویند که شعر جعفری بسیار ادیبانه است. او افکار قدیم و جدید را به شیوه‌ای هنرمندانه و منحصر به فرد در شعرهایش ترکیب می‌کند.
قاضی عبدالغفار، در مقدمه‌ای بر مجموعه اشعار ادا جعفری، به تاثیر او در زمینه بیان فمینیستی اشاره کرد.
شاعر و منتقد اردو، جذاب قریشی، گفت:"ادا جعفری اولین و تنها شاعر زنی است که در شعرهایش احساسات زنانه را بروز می‌دهد.."